# ステート・フェア (1962年の映画)
『ステート・フェア』（英: State Fair）は、1962年に公開されたホセ・フェラー監督によるアメリカ合衆国のミュージカル映画である。
この映画は、1933年および1945年の映画と同名のリメイク作品である。映画自体は、興行的かつ批評的に失敗した映画であったとみなされた。出演者は、パット・ブーン、ボビー・ダーリン、アン＝マーグレット、トム・イーウェル、パメラ・ティフィンおよびアリス・フェイであった。
この作品のために、リチャード・ロジャースは音楽および歌詞両方の、さらなる歌曲を書き下ろした。1945年版に参加した彼のパートナーであるオスカー・ハマースタイン2世は、1960年に既に亡くなっている。
1933年および1945年の映画は、アイオワ州ステート・フェアを舞台としていたが、62年版ではテキサス州ステート・フェアが毎年開催されるフェア・パークがあるテキサス州ダラスを舞台として映画化された。映画内で使用されたティルト＝ア＝ワールは、現在コロラド州ゴールデンにある小規模のテーマパークにある。

## キャスト
- ウェイン・フレイク：パット・ブーン
- ジェリー・ダンディー：ボビー・ダーリン
- マージー・フレイク：パメラ・ティフィン（英語版）
- エミリー・ポーター：アン＝マーグレット
- エイベル・フレイク：トム・イーウェル
- メリッサ・フレイク：アリス・フェイ
- ヒップルウエイト：ウォリー・コックス（英語版）

## 歌曲一覧
- "Our State Fair"
- "It Might as Well Be Spring（英語版）"
- "That's for Me（英語版）"
- "Never Say No to a Man" （1962年作品で追加） - リチャード・ロジャースによる歌詞と音楽
- "It's a Grand Night For Singing"
- "Willing and Eager" （1962年作品で追加） - リチャード・ロジャースによる歌詞と音楽
- "This Isn't Heaven" （1962年作品で追加） - リチャード・ロジャースによる歌詞と音楽
- "The Little Things In Texas" （1962年作品で追加） - リチャード・ロジャースによる歌詞と音楽
- "More Than Just a Friend" （1962年作品で追加） - リチャード・ロジャースによる歌詞と音楽
- "Isn't It Kind of Fun?" （1962年作品に編入）